# Cratere Osman
Osman è un cratere lunare di 1,79 km situato nella parte sud-occidentale della faccia visibile della Luna.